# Escuela Superior Actopan
La Escuela Superior Actopan (ESA) es una institución de educación media superior y superior, dependiente de la Universidad Autónoma del Estado de Hidalgo. Está ubicada en el municipio de Actopan, en el estado de Hidalgo, México.

## Historia
La Universidad Autónoma del Estado de Hidalgo, inicia el proceso de expansión en el año 2000. El 17 de julio del 2000 inicia actividades el Campus Actopan, con las Licenciaturas en Derecho y Psicología; en julio de 2004 se incorpora la Licenciatura en Diseño Gráfico, en el 2014, la oferta educativa de la Escuela Superior se incrementa con dos nuevos programas educativos el de Bachillerato y el de Creación y Desarrollo de Empresas.
El 15 de mayo de 2015 se realizaron 23 murales en las instalaciones, en el marco del quinto Festival Internacional de la Imagen (FINI); bajo el lema “Justicia Social”, con la participación de 46 muralistas internacionales y 22 alumnos. Una concesión más de radio se entregó a la UAEH en 2018, la Radio Universidad Actopan 102.1 FM (XHPECW-FM), inicio actividades el 26 de febrero de 2019.

## Oferta educativa
La oferta educativa de la Escuela Superior Actopan es:
- Nivel medio superior
  - Bachillerato general
- Nivel superior
  - Licenciatura en Derecho
  - Licenciatura en Psicología
  - Licenciatura en Diseño Gráfico
  - Licenciatura en Creación y Desarrollo de Empresas

## Directores
- Hegel Martínez Baños (2010-2017)[12]
- María Patricia Fernández Cuevas (2017-2020)[13]

## Campus
Las instalaciones se localizan en las afueras de la ciudad de Actopan en la localidad de El Daxthá, ocupando una extensión de 49 364.94 m². Cuenta con seis edificios: el primero de ellos consta de: dirección, 3 aulas, biblioteca, centro de autoaprendizaje de Idiomas, centro de cómputo, 4 cubículos de gestión académica, sala de maestros, módulo de atención psicopedagógica, aula virtual, servicios sanitarios y vestíbulo. El segundo edificio consta de 16 aulas, trabajo social, 5 cubículos de asesores, módulo de atención jurídica, servicios sanitarios y vestíbulo. El tercer edificio cuenta con 20 aulas, 2 cubículos de asesores, auditorio con capacidad para 150 personas, servicios sanitarios y vestíbulo, así también una cancha deportiva, una Cámara de Gessell, un cuarto de máquinas, amplio estacionamiento, áreas verdes y equipo contra incendios.
El cuarto edificio tiene 9 aulas, 3 cubículos, área administrativa, SITE. El quinto edificio contiene la Sala de Juicios Orales con vestíbulo, sanitarios, área para butacas de público en isóptica, área para la defensa, área para el Ministerio Público, área para el auxiliar de sala, área para el testigo, estrado para el Tribunal de Enjuiciamiento, sala de prácticas de mediación, cuarto de control, cuarto para el testigo protegido, cuarto para el imputadoy cuarto para los jueces. El sexto es el edificio de la Radio Universidad Actopan, tiene una superficie de 222 m²; cuenta con recepción, dirección, sala de juntas, cabina de transmisión, cuarto de máquinas, recámara, sanitario, cocina y bodega. Los espacios deportivos con los que cuenta la institución son: una cancha de futbol rápido de pasto sintético, dos canchas de básquetbol y una cancha de usos múltiples.